# Concept of Fear
Concept of Fear (oder auch Agent Eraser) ist ein kanadischer Actionthriller von Regisseur Marc S. Grenier aus dem Jahr 2001, mit Dolph Lundgren und Maxim Roy in den Hauptrollen.

## Handlung
Jason Price, ein ehemaliger NSA-Agent betreibt das Daedalus-Netzwerk, mit dem er Klienten neue Identitäten verschafft und sie verschwinden lässt.
Als er gegen viel Geld einen wichtigen Kronzeugen untertauchen lässt, der von einem Auftragskiller (genannt der Cleaner) gejagt wird, zieht er sich nicht nur den Ärger des FBI zu, sondern auch des Verbrechersyndikates Ikarus, die den Cleaner auch auf seinen besten Freund, den FBI-Agenten Sonny ansetzen.
Als Price auch ihn untertauchen lässt und kurz darauf Sonnys Leiche entdeckt wird, muss er feststellen, dass das Netzwerk infiltriert wurde. Price folgt der blutigen Spur des Cleaners, die ihn nicht nur zu der wahren Identität des Cleaners führt, sondern auch zu dessen Hintermännern.

## Kritik
„Thriller mit recht vertrackter Handlung, der "intelligent" erscheinen will, die im Grunde aber simple Geschichte nur zäh und verworren erzählt. Trotz hektischer Bild- und Soundeffekte tritt er auf der Stelle und sucht sein Heil in Kampfeinlagen, nichtssagenden Dialogen und Klischees.“